# Carolina Matei
Carolina Matei (4 de agosto de 1964) es una deportista rumana que compitió en remo. Ganó dos medallas de bronce en el Campeonato Mundial de Remo, en los años 1985 y 1986.

## Palmarés internacional
| Campeonato Mundial | Campeonato Mundial       | Campeonato Mundial | Campeonato Mundial |
| Año                | Lugar                    | Medalla            | Prueba             |
| ------------------ | ------------------------ | ------------------ | ------------------ |
| 1985               | Malinas (Bélgica)        | Medalla de bronce  | Ocho con timonel   |
| 1986               | Nottingham (Reino Unido) | Medalla de bronce  | Ocho con timonel   |